# Extensograph

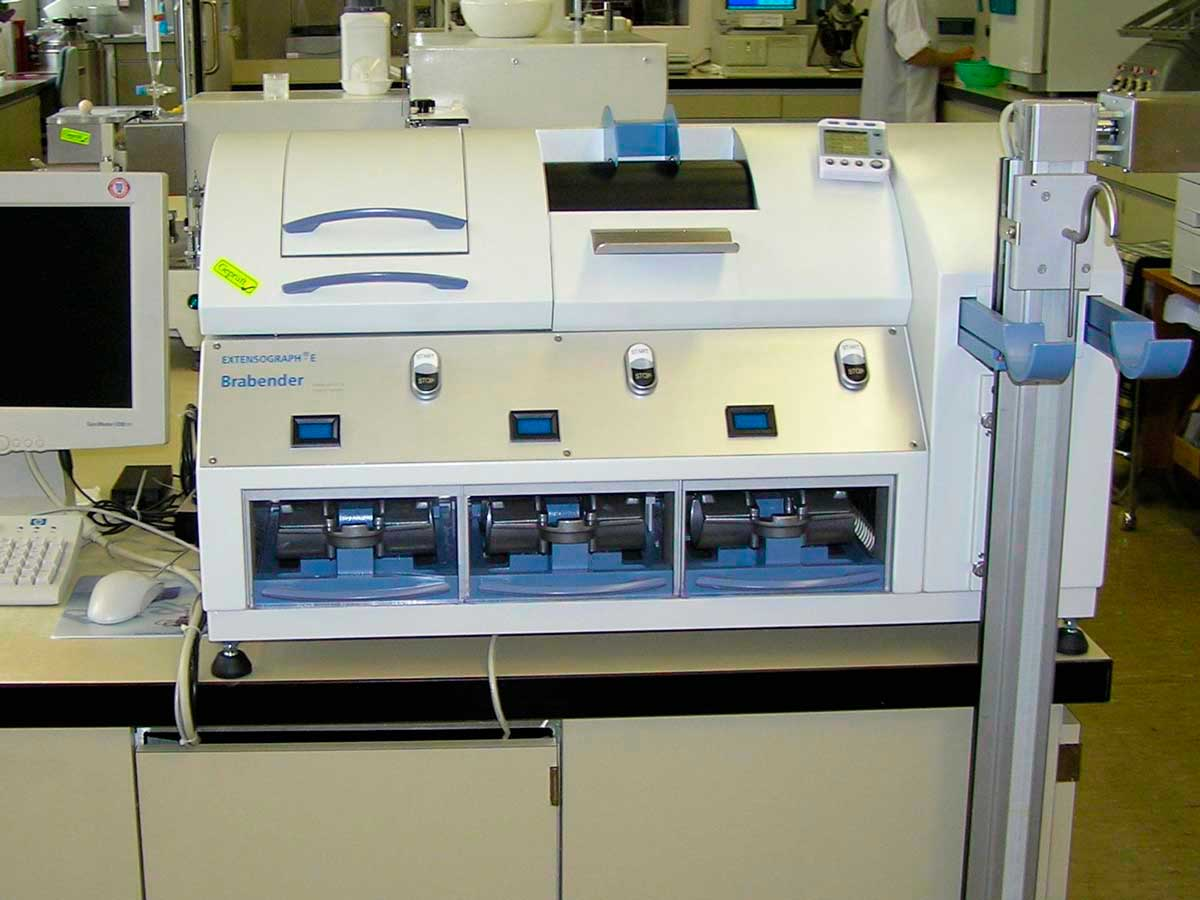
Extensograph in einem Mühlenlabor

Ein Extensograph ist ein Laborgerät, mit dem die Dehnungseigenschaften (Elastizität, Plastizität) eines Weichweizen-Teiges oder Hartweizenteiges praxisnah geprüft werden können. Die Dehnungseigenschaften geben Aufschluss über das Verhalten eines Teiges auf der Gare. Durch die CO2-Gasbildung wird der Teig aufgedehnt und gewinnt an Volumen. Damit das Volumen erhalten bleibt, muss der Kleber sich zwar dehnen lassen, er darf aber danach nicht gleich wieder zusammenfallen. Diese Teigeigenschaften sind im Extensogramm ablesbar. In der Bäckerei sind damit Aussagen über die Klebergüte, das Gashaltevermögen, die Gärtoleranz sowie die Teigführung möglich.
Daher kommt er in den Laboren von Mühlen, Großbäckereien und Backmittelherstellern zum Einsatz. Der Extensograph wurden von Carl Wilhelm Brabender entwickelt. Die Geräte werden von der Firma Anton Paar (ehem. Brabender) in Duisburg und CWB in den USA weltweit vertrieben.

## Prinzip der Methode

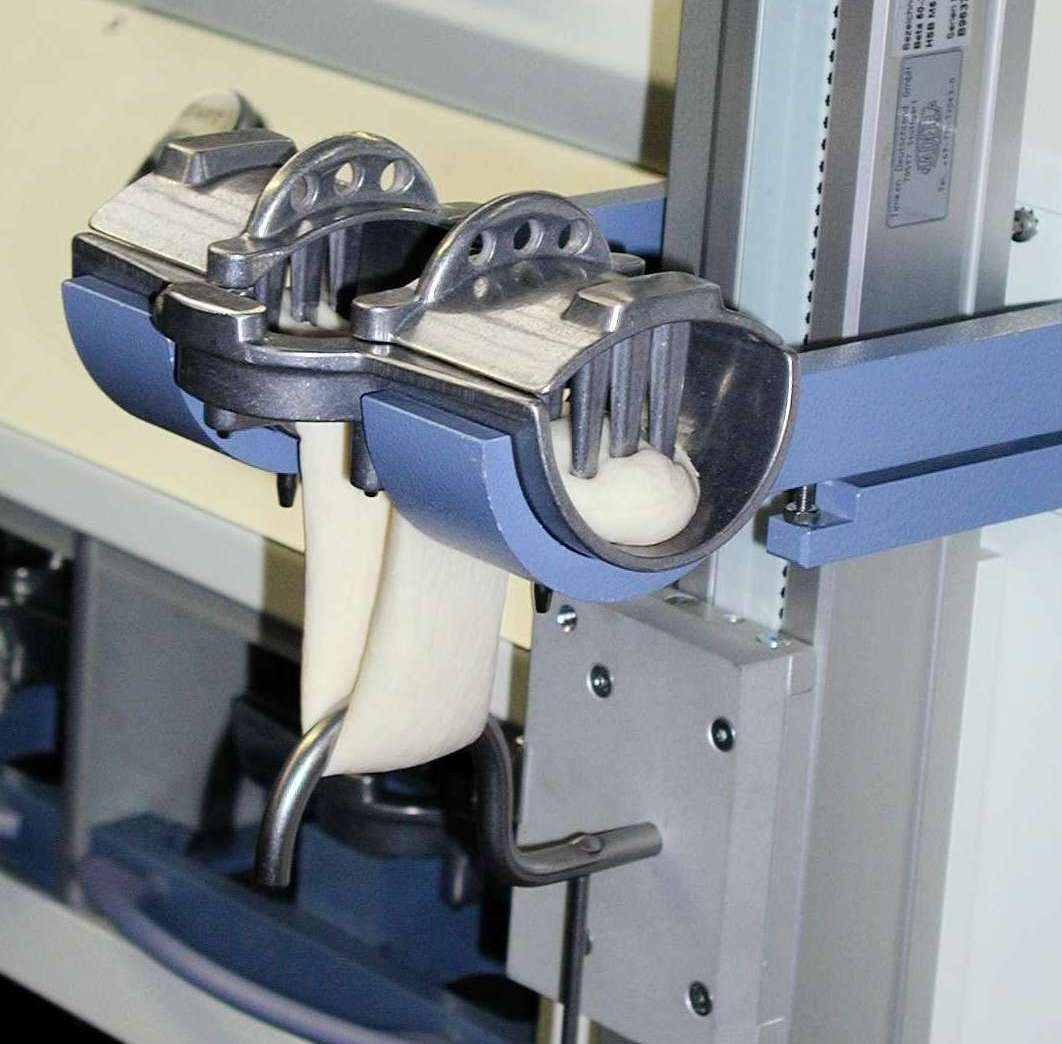
Dehnung eines Teigstrangs bis zum Zerreißen

Ein im Farinograph, unter Zusatz von 2 % Kochsalz, nach ICC, ISO oder AACC Normen, gekneteter Weizenteig wird zu einem Teigstrang geformt. Danach lässt man ihn in einer Gärkammer bei 30 °C ruhen, damit sich der Kleber entspannen kann. Mit einem Haken wird der Teig dann nach 45, 90 und 135 Minuten bis zum Zerreißen gedehnt und die dazu nötige Kraft in Form einer Kurve (Extensogramm) aufgezeichnet. Aus der Kurve lassen sich Dehnbarkeit, Dehnwiderstand, eine Verhältniszahl sowie die Gärtoleranz eines Teiges ermitteln. Daher ist das Extensogramm eine wichtige und praxisnahe teigrheologische Analysenmethode zur Beurteilung von Weizenteigen weltweit.
Die Untersuchung wird z. B. nach dem ICC-Standard Nr. 114/1 durchgeführt. Andere Standards sind beispielsweise ISO oder AACC Normen.
Während ältere Geräte noch eine Kurve auf Registrierpapier aufzeichneten, wird heute zur Auswertung ein angeschlossener Computer mit spezieller Software verwendet.
Die in den jeweiligen Teigreifen erzeugten Kurven geben Informationen über die Glutendehnbarkeit nach diesen Zeiten.

## Anwendung
Da ein Extensogramm wichtige Aussagen über die plastischen und elastischen Eigenschaften von Teigen liefert, kann man Vorhersagen über das Verhalten des Teiges in der Bäckerei machen. So kann z. B. festgestellt werden, ob der Teig eher für die Brötchen-, Toastbrot- oder Hartkeksherstellung geeignet ist. Das Extensogramm ist auch gut geeignet, die Wirkung und Dosierung von Mehlbehandlungsmitteln oder Backmitteln (Ascorbinsäure, Cystin, Cystein, Proteinasen) zu testen, da die Kurven das sehr deutlich anzeigen.
Zusammenhang zwischen Extensogrammform und Gebäckeigenschaften:

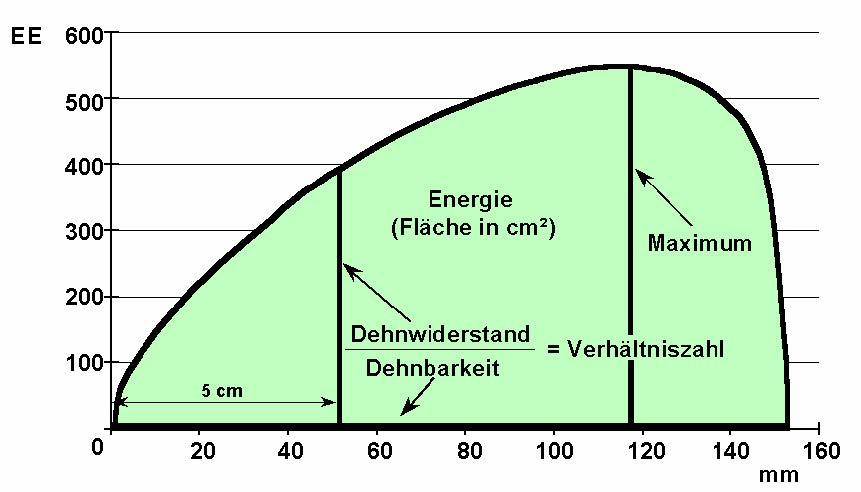
Auswertung eines Extensogramms
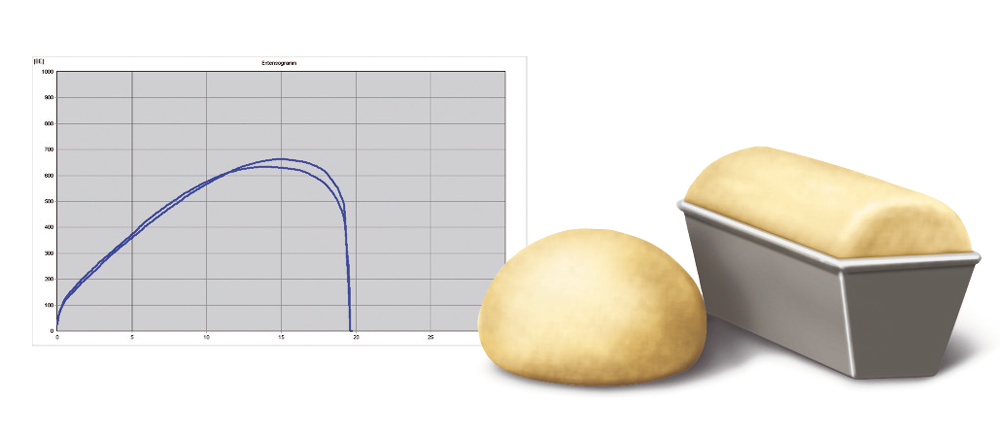
Brötchenmehl
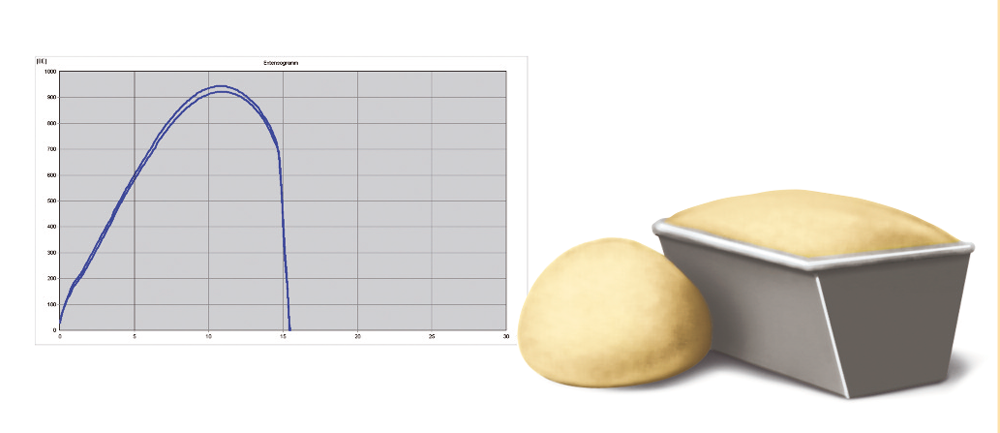
Toastbrotmehl
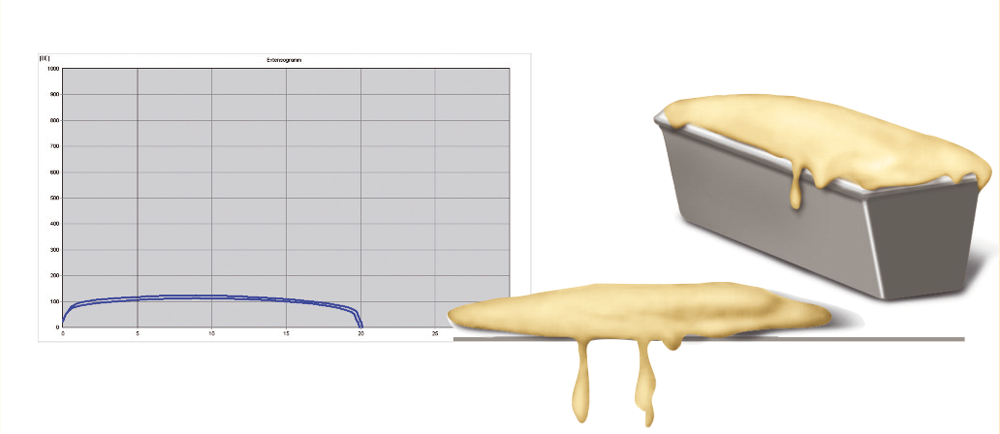
Hartkeksmehl